# Pfizer
Fajzer (engl. Pfizer); američka je multinacionalna farmaceutska korporacija. Najpoznatiji su po tome što su izumeli vijagru.
Upravno sedište kompanije je Menhetn, Njujork, dok je sedište za naučna istraživanja Grotonu, Konektikat, SAD. Pfizer proizvodi Lipitor (atorvastatin, koji se koristi za snižavanje krvnog holesterola); lek za neuropatski bol/fibromialgiju Lirika (pregabalin); oralni antifungalni lek Diflukan (flukonazol), antibiotik Zitromaks (azitromicin), Vijagra (sildenafil) za impotenciju, i antiinflamatorni Celebreks (celekoksib) (takođe poznat kao Celebra u nekim zemljama).
Pfizerove deonice su postale komponenta industrijskog indeksa Dau Džounsa 8. aprila, 2004.
Pfizer je priznao krivicu 2009. za najveću zdravstvenu proneveru u istoriji SAD-a i kažnjen je najvećim kriminalnom kaznom ikad presuđenom za nelegalnu prodaju četiri svoja leka: Bekstra, Geodon, Zivoks, i Lirika. To je bila Pfizerova četvrta nagodba takve vrste sa Ministarstvom pravde Sjedinjenih Država u prethodnih deset godina.

## Literatura
- “Nigeria: Court Adjourns Killer Drug Case Against Pfizer”. All Africa Global Media. October 3, 2007.
- “Double Standards in Nigerian Health”. The American. June 26, 2007.
- “Nigeria Sues Pfizer Over Child Drug Trial”. West Africa Review. June 10, 2007.
- “Pfizer Faces $8.5 billion Suit Over Nigeria Drug Trial”. Reuters. September 30, 2007.
- “Pfizer Statement Concerning 1996 Nigerian Clinical Study” Архивирано на веб-сајту  (14. септембар 2010) Pfizer.
- “Pfizer Settlement Related to Off-Label Marketing” Архивирано на веб-сајту  (20. март 2012) K & M.

## Spoljašnje veze
- Fajzer UK
- Fajzer SAD